# ناحية راين
ناحية راين (تسمى ناحية في التقسيم الإداري للمناطق في إيران) (بالفارسية: بخش راین) هي إحدى النواحي في مقاطعة كرمان التابعة لمحافظة كرمان في إيران. بلغ عدد سكانها في تعداد عام 2006 ما يقارب 13,903 نسمة يتبعون إلى 3,513 عائلة. ناحية راين فيها مدينة واحدة وهي مدينة راين. وفيها اثنان من الأقسام الريفية هما: (دهستان حسين آبادگروه) و (دهستان راين).